# Gyakuten Sekai no Denchi Shōjo
Gyakuten Sekai no Denchi Shōjo (逆転世界ノ電池少女?), también conocida como Rumble Garanndoll en inglés, es una serie de televisión de anime japonesa original animada por Lerche. Se emitió de octubre a diciembre de 2021. Una novela web titulada Gyakuten Sekai no Denchi Shōjo: Garan Senki de Ukyō Kodachi ha comenzado la serialización en línea a través del sitio web de manga Comic Newtype de Kadokawa Shoten lanzado en diciembre.

## Personajes
Hosomichi Kudō (久導細道 Kudō Hosomichi?)
 Seiyū: Seiichirō Yamashita, Jeremy Herrera (español latino)
Rin Akagi (赤城りん Akagi Rin?)
 Seiyū: Fairouz Ai, Amanda Hinojosa (español latino)
Yuki Aoba (蒼葉夕紀 Aoba Yuki?)
 Seiyū: Aina Suzuki, Vianney Monroy (español latino)
Misa Kuroki (黒木ミサ Kuroki Misa?)
 Seiyū: Shiori Izawa, Edith González (español latino)
Akatsuki Shinonome (東雲アカツキ Shinonome Akatsuki?)
 Seiyū: Takuma Terashima, Víctor Kuri (español latino)
Hayate Makami (真神ハヤテ Makami Hayate?)
 Seiyū: Rina Hidaka, Gabriela Gris (español latino)
Musashi Sashigami (佐斯神ムサシ Sashigami Musashi?)
 Seiyū: Yukiyo Fujii, Sofía Huerta (español latino)
Yakumo Kamizuru (神水流ヤクモ Kamizuru Yakumo?)
 Seiyū: Shino Shimoji, Karla Tovar (español latino)
Balzac Yamada (バルザック山田 Baruzakku Yamada?)
 Seiyū: Tomokazu Sugita, Héctor Estrada (español latino)
Mimi Kagurazaka (神楽坂ミミ Kagurazaka Mimi?)
 Seiyū: Aki Toyosaki, Tania Becerra (español latino)
Anjū Munakata (宗方安寿 Munakata Anjū?)
 Seiyū: Takamitsu Fukuchi, Joaquín Rendón (español latino)
Ukai (鵜飼?)
 Seiyū: Kenichirō Matsuda
Megane (メガネ?)
 Seiyū: Takahiro Mizushima
Cap (キャップ Kyappu?)
 Seiyū: Shōta Hayama, Óscar de la Rosa (español latino)
Pocha (ポチャ?)
 Seiyū: Hayato Kaneko

## Contenido de la obra

### Manga
Una adaptación de manga con arte de Left Hand comenzó la serialización en línea a través del sitio web de manga Comic Newtype de Kadokawa Shoten el 12 de octubre de 2021. Se ha recopilado en un solo volumen de tankōbon.

### Anime
El proyecto de anime original de 12 episodios se reveló el 2 de abril de 2021. Está producido por Lerche y está dirigido por Masaomi Andō y escrito por Makoto Uezu. Akio Watanabe proporciona los diseños de personajes originales, mientras que Keiko Kurosawa adapta los diseños para la animación. Larx Entertainment está produciendo la animación 3DCG, con Daisuke Katō como director de CG. Egg Firm está produciendo la serie. La serie se emitió del 11 de octubre al 27 de diciembre de 2021 en AT-X, Tokyo MX, ytv y BS11. Mia Regina interpretó el tema de apertura "Fever Dreamer", mientras que Aina Suzuki interpretó el tema de cierre "Reverse-Rebirth". Funimation obtuvo la licencia de la serie fuera de Asia. Muse Communication obtuvo la licencia de la serie en el sur y sureste de Asia.
El 22 de octubre de 2021, Funimation anunció que la serie recibió un doblaje en español latino, que se estrenó el 1 de noviembre. Tras la adquisición de Crunchyroll por parte de Sony, el doblaje se trasladó a Crunchyroll.